# Krásná Ves
Krásná Ves település Csehországban, a Mladá Boleslav-i járásban. Krásná Ves Bukovno, Katusice, Niměřice, Pětikozly és Kováň településekkel határos. Lakosainak száma 188 fő (2024. január 1.).

## Népesség
A település lakosságának változását az alábbi diagram mutatja:
| Lakosok száma | 257  | 304  | 345  | 221  | 192  | 196  | 200  | 199  | 192  | 188  |
|               | 1869 | 1890 | 1921 | 1950 | 1980 | 2001 | 2017 | 2019 | 2022 | 2024 |